# Riserva naturale orientata Isola di Ustica
La riserva naturale orientata Isola di Ustica è un'area naturale protetta situata nel comune di Ustica, in provincia di Palermo.

## Fauna
- Rospo smeraldino siciliano (Bufotes boulengeri siculus)